# Aanslag op de president van Egypte op 26 juni 1995
In de ochtend van 26 juni 1995 werd in de Ethiopische hoofdstad Addis Abeba een aanslag gepleegd op het konvooi van de Egyptische president Hosni Moebarak, die daar net was aangekomen voor een conferentie van de Organisatie van Afrikaanse Eenheid.
Twee voertuigen met vijf terroristen blokkeerden de weg. Samen met nog twee daders op een dak openden zij met AK-47's het vuur op het konvooi. De gepantserde Mercedes-Benz van Moebarak maakte daarop rechtsomkeer naar het vliegveld, waar hij meteen terug op zijn vliegtuig stapte.
Bij het vuurgevecht tussen de terroristen en de escorte van Moebarak kwamen twee daders en twee Ethiopische agenten om het leven. De terroristen bleken nadien ook over raketwerpers te beschikken, die ze evenwel niet hebben gebruikt.
Egypte beschuldigde meteen Soedan van betrokkenheid. De aanslag werd op 4 juli 1995 opgeëist door Gama'a al-Islamiyya, een vanuit Soedan geleide Egyptische islamitische groepering die Moebaraks regime omver wilde werpen ten voordele van een sharia-staat, en door Moebarak hard werd aangepakt. Dezelfde groepering had in 1993 en 1994 ook al moordaanslagen op Moebarak gepleegd. Uit het onderzoek van Ethiopië bleek dat alle daders Egyptenaren waren.
Desalniettemin bleef men het islamitische regime van Soedan van betrokkenheid verdenken. Omdat het land weigerde drie verdachten uit te leveren aan Ethiopië legde de VN-Veiligheidsraad het in april 1996 middels resolutie 1054 sancties op. In 2001 werden de drie niet langer geacht zich in Soedan te bevinden, en Soedan had ook stappen tegen terrorisme gezet. Daarom werden de sancties met resolutie 1372 weer opgeheven.